# Karageyikli, Mihalıçcık
Karageyikli là một xã thuộc huyện Mihalıçcık, tỉnh Eskişehir, Thổ Nhĩ Kỳ. Dân số thời điểm năm 2011 là 141 người.